# Rødhovedet tornskade
Rødhovedet tornskade (Lanius senator) er en art i familien af tornskader, der er udbredt i Syd- og Østeuropa, Nordafrika og Mellemøsten. Det er den almindeligste tornskade i Spanien, hvor den bl.a. findes i insektrige plantager af korkeg. Udover insekter kan rødhovedet tornskade undtagelsesvis også tage mindre pattedyr og fugle. Arten overvintrer i tropisk Afrika syd for Sahara, men nord for ækvator.
I Danmark er rødhovedet tornskade en meget sjælden gæst om sommeren. Den er truffet mindre end 50 gange i løbet af de sidste 100 år. Oftest har det været langs den jyske vestkyst, f.eks. ved Blåvands Huk.